# مارگوت هیلشر
مارگوت هیلشر (آلمانی: Margot Hielscher; ۲۹ سپتامبر ۱۹۱۹ – ۲۰ اوت ۲۰۱۷) بازیگر و خواننده اهل آلمان بود.
وی به نمایندگی از آلمان در مسابقه آواز یوروویژن ۱۹۵۷ و مسابقه آواز یوروویژن ۱۹۵۸ شرکت کرد.
از فیلم‌ها یا برنامه‌های تلویزیونی که وی در آن نقش داشته‌است می‌توان به کُنتس از خنده مُرد، کوه جادو و سلام، بانوی جوان! اشاره کرد.